# Vladimir Makanin
Vladimir Semjonovitj Makanin (Владимир Семёнович Маканин), född 13 mars 1937 i Orsk i Orenburg oblast, Sovjetunionen, död 1 november 2017 i Krasni i Rostov oblast, Ryssland, var en rysk författare. Han var specialiserad på kortromaner och noveller och skrev i en realistisk stil. På svenska finns romanen Manhålet i översättning av Ben Hellman. Makanin har tilldelats ett flertal ryska priser, däribland Ryska Bookerpriset 1993, samt Europeiska litteraturpriset för 2012.

## Utmärkelser
- Ryska Bookerpriset för Стол, покрытый сукном и с графином посередине (1993)
- Tepferfondens Pusjkinpris (1998)
- Rysslands statspris (1999)
- Premio Penne (2001)
- Stora boken (2008)
- Europeiska litteraturpriset (2012)